# Carlos Sansegundo
Carlos Sansegundo (Santander, 1930 - Palma de Mallorca, 2010) fue un escultor y pintor español.

## Biografía
Formado en Inglaterra en 1945, Carlos Sansegundo llegó a París, presentando su obra en 1950 en "Forms el Magie", junto a su maestro Henry Moore, Max Ernst y Picasso, antes de trasladarse a Ibiza, donde entró en contacto con el "Grupo Ibiza 59", en cuyas exposiciones participó. También expuso en la galería El Corsario, y más tarde en el Pabellón Español de la Feria de Nueva York (1964), ciudad en la que residió durante diez años. En 1974, regresó a Ibiza y mostró sus esculturas en la galería Ivan Spence.
Durante su etapa americana expone poco pero en importantes galerías, como la A. M. Sachs Gallery de Nueva York, en 1965, o la Bonino Gallery, de la misma ciudad, en 1966, entre otras. No menos importantes serán sus contactos y amistades. En Nueva York tratará con los principales artistas del nuevo Pop Art – estilo al que se adscribirá durante un tiempo –, como Robert Rauschenberg y Andy Warhol. Este último llegó a ser incluso padrino de su boda con la galerista Ruth Kligman, célebre musa de artistas como Pollock y De Kooning.
A su regreso a España, en 1972, presenta una muestra de esculturas en Ibiza, en la galería Ivan Spence. Pero no fijaría su residencia definitiva en la isla hasta 1990. Hasta entonces, Sansegundo alternó su residencia entre Nueva York y Madrid. Durante los últimos años, había expuesto en el Club Diario de Ibiza y en las galerías Via2 y Marta Torres.
A partir de 1977, alterna su residencia en Nueva York y Madrid, donde ese mismo año celebró una exposición en la sala Ruiz Castillo, haciéndolo también en Nueva York y Toronto (Canadá). Partió de una figuración organicista, cuyas formas se fragmentan y se insertan en elementos constructivos, llegando en ciertas ocasiones a participar de los cánones del minimal. Desde 1990 residió en Ibiza. Carlos Sansegundo murió el 26 de diciembre de 2010 en Palma de Mallorca.

## Curiosidades
- Unos cuadros suyos con motivos taurinos se pueden ver en la película El espontáneo (1964) de Jorge Grau, donde Sansegundo aparece acreditado y que, según la trama, son obra del personaje del pintor que interpreta Fernando Rey.